# تله رزه
تله رزه، روستایی از توابع بخش بشارت شهرستان الیگودرز در استان لرستان ایران است.

## جمعیت
این روستا در دهستان ذلقی غربی قرار دارد و براساس سرشماری مرکز آمار ایران در سال ۱۳۸۵، جمعیت آن زیر سه خانوار بوده‌است.